# Natsagiin Bagabandi
Natsagiin Bagabandi (idioma mongol: Нацагийн Багабанди; Zavkhan, 22 de abril de 1950) é um advogado e político mongol, membro do Partido Revolucionário do Povo Mongol e foi o 2º presidente da Mongólia, governado o país de 1997 até 2005.
Concorreu e ganhou as eleições presidenciais de 1997 e foi reeleito em 2001.

## Biografia
Ele nasceu em 22 de abril de 1950 em Zavkhan, Mongólia. Ele estudou em Leningrado, Ucrânia e Moscou, e se formou em Engenharia de Alimentos. 
Ele se tornou o presidente da legislatura, em 1992 por quatro anos, então concorreu às eleições presidenciais em 1997, vencendo-as. Ele ganhou a reeleição em 2001.
 

Nas eleições presidenciais de 22 de maio de 2005, Nambaryn Enkhbayar foi eleito para suceder Natsagiin Bagabandi com 53,4% dos votos e assumiu o cargo em junho. 